# A Totally Fun Thing That Bart Will Never Do Again
A Totally Fun Thing That Bart Will Never Do Again —titulado Algo muy divertido que Bart no volverá a hacer en Hispanoamérica y Una cosa divertidísima que Bart no volverá a hacer en España— es el decimonoveno episodio de la vigesimotercera temporada de la serie animada Los Simpson, emitida el 29 de abril de 2012 en los Estados Unidos por la cadena Fox. En el episodio, la familia Simpson va a un crucero tras ser convencida por un aburrido Bart. Él disfruta de las vacaciones hasta que Rowan Priddis, el director del crucero, interpreta una canción llamada «Enjoy It While You Can», lo que lo hace darse cuenta de que el crucero está a punto de terminar y tendrá que volver a su vida aburrida. Bart decide engañar a la tripulación y los pasajeros que el mundo está llegando a su fin en tierra debido a una pandemia, y, por lo tanto, la nave tiene que quedarse en el mar. Logra hacer esto con la ayuda de una pantalla de televisión grande, en el que muestra una escena de la película The Pandora Strain que cuenta con un oficial general llamado William Sullivan advirtiendo a la humanidad acerca de un virus mortal.
Treat Williams fue la estrella invitada en el episodio como William Sullivan, el personaje de la película, mientras que Steve Coogan hizo una aparición especial como el director del crucero. El compositor y letrista de Broadway Robert Lopez produjo la canción «Enjoy It While You Can» para el episodio, quien también la compuso con los guionistas de Los Simpson. Otras canciones figuradas incluyen a «Boy From School» de Hot Chip y «Winter's Love» de Animal Collective. Desde su emisión, A Totally Fun Thing That Bart Will Never Do Again recibió reseñas positivas de los críticos de la televisión, siendo elogiado por mostrar el lado emocional de Bart. Por otro lado, alrededor de cinco millones de espectadores estadounidenses vieron el episodio durante su emisión original.

## Sinopsis
Tras otra semana aburrida en su vida, Bart ve un anuncio en la televisión de un divertido crucero y pide a Homer y Marge unas vacaciones familiares. Le dicen que la familia tiene poco dinero, por lo que Bart decide vender todo lo que posee para financiar sus vacaciones. Sin embargo, aún no tiene suficiente dinero. Cuando Marge y Lisa ven cuánto Bart quiere realmente el crucero, cada uno de ellos vende un objeto valioso para ganar suficiente dinero para los boletos del crucero. Poco después la familia inicia sus vacaciones. Bart disfruta un buen rato hasta que el director, Rowan Priddis, interpreta una canción a los pasajeros diciéndoles que disfruten el resto del crucero mientras puedan antes de volver a sus vidas normales. Bart teme que el resto de su vida será dolorosamente aburrida y decide hacer que las vacaciones duren para siempre.
Posteriormente, un altavoz a todo volumen y la pantalla del televisor enorme a bordo del buque muestran un oficial general llamado William Sullivan advirtiendo a la tripulación y los pasajeros acerca un virus mortal que ha comenzado a difundirse en el continente. Sullivan dice que todos los buques deben permanecer en el mar para que la humanidad sobreviva. Todo este mensaje proviene de una escena de una película llamada The Pandora Strain, y fue Bart que lo hizo mostrar en la pantalla del televisor. También evita todo contacto con el continente al verter chocolate caliente en un panel de control. Como la nave permanece en el mar, crece moho y el suministro de alimentos comienza a agotarse. Finalmente, el crucero se convierte en una civilización posapocalíptica, con campos de gladiadores, saqueadores, penas de muerte y el director de crucero sirviendo como rey.
Marge y Lisa averiguan sobre las acciones de Bart cuando miran The Pandora Strain. Les informan a los pasajeros y les cuentan que la amenaza de virus fue todo un engaño. Los pasajeros, furiosos, dejan a los Simpson en la Antártida y regresen a casa. Mientras caminan a lo largo del continente, encuentran un grupo de pingüinos, lo que lleva a Lisa a hablar de lo maravilloso que es llegar a ver la vida de estos animales. Bart se opone y dice que los pingüinos tienen una vida aburrida y principalmente solo viven para reproducirse. Luego añade que el tobogán de hielo donde se deslizan hacia abajo es solo un momento divertido en la vida de miseria de un pingüino. Lisa le dice que mientras que la vida está llena de dolor y pesadez, la diversión en la vida es capturar todos los buenos momentos y disfrutarlos. Bart se da cuenta de que ella tiene razón, después de que Homer lo empuja por el tobogán de hielo. Toda la familia se une a él. Al final del episodio, se ve un anciano Bart en una cama de asilo comentando sobre lo divertido que ha sido su vida.

## Producción

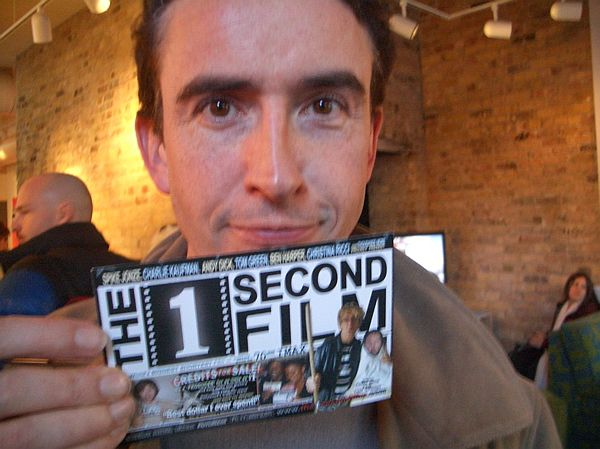
Steve Coogan fue la estrella invitada del episodio como el director del crucero.

A Totally Fun Thing That Bart Will Never Do Again fue escrito por Matt Warburton y dirigido por Chris Clements, como parte de la vigesimotercera temporada de Los Simpson (2011-12). El título y parte de la trama es una referencia al ensayo Algo supuestamente divertido que nunca volveré a hacer (1997) escrito por David Foster Wallace que describe sus experiencias en un crucero. El actor estadounidense Treat Williams fue la estrella invitada en el episodio interpretándose a sí mismo como William Sullivan, el personaje de la película The Pandora Strain que Bart utiliza para engañar a todo el mundo haciéndoles creer que realmente se ha propagado un virus mortal.
También cuenta con una aparición especial del actor y comediante inglés Steve Coogan como Rowan Priddis, el director del crucero. En el episodio, cuando los Simpson están cenando en el restaurante en el barco, el personaje hace una representación teatral de una canción llamada «Enjoy It While You Can» lo que provoca a Bart asegurarse de que el crucero dure para siempre. Esta canción fue una contribución del compositor y letrista de Broadway —ganador del Tony Award— Robert Lopez, quien lo produjo en la ciudad de Nueva York en 2011 para el episodio. Coogan también la grabó en Nueva York. Los guionistas del programa hicieron a Lopez sugerencias para la letra de la canción, «que luego él incorporó», según William Keck de TV Guide. Lopez dijo a Keck que él y el personal de Los Simpson decidieron crear algo «cursi que realmente pudiera interpretarse en un crucero. Fuimos en un crucero de Carnival, sintiendo la dirección "Hot Hot Hot"». Según el editor de música de Los Simpson Chris Ledesma, Lopez produjo «Enjoy It While You Can» con una «banda de sintetizadores» y el compositor de Los Simpson Alf Clausen «agregó un arreglo de orquesta en un estilo house de Las Vegas para la versión final».
Además de «Enjoy It While You Can», el episodio cuenta con dos canciones. «Boy from School» de la banda inglesa de música electrónica Hot Chip aparece al principio del episodio durante un montaje que muestra una semana aburrida en la vida de Bart, incluyendo su tiempo en la escuela. Cuando los Simpson van por el tobogán de hielo de los pingüinos en el final del episodio, se escucha «Winter's Love» de la banda estadounidense neopsicodélica Animal Collective. A Totally Fun Thing That Bart Will Never Do Again también incluye dos piezas de música clásica. Warburton decidió utilizar «Concerto for Harp and Strings» del compositor francés François-Adrien Boieldieu para la primera escena del crucero en el episodio. Según lo descrito por Ledesma en su blog, esta pieza reapareció en un «tratamiento más oscuro y terrible» posteriormente en el episodio durante una escena de la nave deteriorada. La obertura del compositor ruso Mikhail Glinka de su ópera Ruslán y Liudmila aparece sobre un montaje que muestra a Bart participando en las actividades del crucero.

## Recepción

### Audiencia
La cadena Fox emitió originalmente el episodio en los Estados Unidos el 29 de abril de 2012. Fue visto por cerca de cinco millones de personas durante esa emisión, y recibió una cuota de pantalla de 2,3 dentro de la franja demográfica de 18 a 49 años y un siete por ciento de participación. El episodio se convirtió en la segunda emisión de mayor audiencia dentro del grupo de Fox Animation Domination esa noche en términos tanto en espectadores totales como en la franja demográfica de 18 a 49. Tuvo más audiencia que los nuevos episodios de The Cleveland Show y Bob's Burgers pero fue menos visto que Padre de familia, que adquirió una cuota de pantalla de 2,8 y fue visto por 5,63 millones de personas. Para la semana del 23 al 29 de abril de 2012, A Totally Fun Thing That Bart Will Never Do Again se situó en el puesto diecisiete de las transmisiones con mayor audiencia del horario central entre la franja demográfica de 18 a 49 y sexto entre las transmisiones del horario central de Fox.

### Crítica
A Totally Fun Thing That Bart Will Never Do Again recibió reseñas generalmente positivas de los críticos de la televisión. Rowan Kaiser de The A.V. Club elogió el episodio, donde lo calificó con una «A-», y comentó que es «bueno ver Los Simpson intentar un episodio ambicioso, y es genial ver esas ambiciones cumplidas en gran medida». Añadió que esos episodios que «dan profundidad extra de Bart (Bart vende su alma especialmente) están entre mis medias horas favoritas de Los Simpson», y señaló que este episodio presenta «un lado de Bart que raramente vemos: alguien viviendo otra realidad. Imaginándose en su lecho de muerte y pensando en cómo su vida paralela se desperdiciaba en un tipo de trama normalmente reservada para las mujeres Simpson, particularmente Lisa». Alan Sepinwall de HitFix escribió que en el episodio «hay elementos que resultarán familiares — es otro episodio donde unas vacaciones de la familia Simpson bordean el desastre — pero la principal trama emocional en la que participa Bart es una que Los Simpson no habían tocado antes, como un crucero de lujo fantástico que lo incomoda sobre el estado del resto de su vida». Sepinwall concluye que él «siempre es seguidor de los episodios de Los Simpson con una sola trama, además de los construidos en torno a un problema emocional que un miembro de la familia tiene que enfrentar, y este tiene ambas cosas – además de ser divertido, dulce e inteligente en su representación de Best Cruise Ever».